# Николај Ли Кос
Николај Ли Кос (дан. Nikolaj Lie Kaas), рођен 22. маја 1973. године у Рјодовреу, Данска, дански је глумац, редитељ и сценариста.
Николај Ли Кос је дебитовао на филму са седамнаест година, као млади борац отпора у ратном филму Дечаци из Светог Петрија Сорена Краг-Јакобсена. За овај филм добио је обе данске филмске награде Бодил и „Роберт” за најбољег споредног глумца. Године 1998. завршио је Данску националну позоришну школу и играо Идиоте Ларса фон Трира, поново освојио награду Бодил за споредног глумца.
У каснијем делу каријере, Ли Кос је успешно смењивао улоге у комедији и озбиљним продукцијама, снимајући са редитељима као што су Сузан Бир, Андерс Томас Јенсен и Кристофер Бое, и више пута је добијао данске филмске награде.